# Molchowsee
Der Molchowsee ist ein Binnengewässer im Landkreis Ostprignitz-Ruppin im Nordwesten des Landes Brandenburg. Der Molchowsee ist 1,6 km lang (bei einer Breite von maximal 500 m), seine Oberfläche beträgt 52 ha (0,52 km²). Der See wird von Norden nach Süden vom Rhin durchflossen, im Norden schließt der Tetzensee an, im Süden erreicht man über die Schleuse Alt Ruppin den Ruppiner See mit Neuruppin. Der Molchowsee ist Bestandteil der Ruppiner Wasserstraße.

## Entstehung
Der Molchowsee liegt in einer Glazialen Rinne, die in der letzten Eiszeit, der Weichseleiszeit, vor etwa 18.000 Jahren entstand. Nach dem Abschmelzen des Gletschers blieb zunächst Toteis in der Rinne zurück. Erst mit der Erwärmung am Ende der Eiszeit vor etwa 12.000 Jahren, als der Toteisblock schmolz, bildete sich der See.